# Janko Kučera
Janko Kučera (* 13. Juni 1987 in Zagreb, SFR Jugoslawien) ist ein kroatischer Eishockeyspieler, der seit 2016 bei den Dubai White Bears in den Vereinigten Arabischen Emiraten unter Vertrag steht.

## Karriere
Janko Kučera begann seine Karriere als Eishockeyspieler in seiner Heimatstadt beim KHL Medveščak Zagreb, den er 2003 verließ, um sich dem HKm Zvolen anzuschließen, für den er in slowakischen Nachwuchsligen spielte. Von 2005 bis 2007 stand er parallel beim HC 07 Detva auf dem Eis, mit dem er 2006 von der drittklassigen 2. Liga in die zweitklassige 1. Liga aufstieg. 2007 kehrte er in seine Heimatstadt Zagreb zurück, wo er für den KHL Mladost Zagreb in der kroatischen Liga sowie zeitweise auch in der pannonischen Liga, der slowenischen Liga und der Slohokej Liga auf dem Eis stand. Mit Mladost gewann er 2008 den kroatischen Meistertitel und im selben Jahr die pannonische Liga. 2014 wechselte er für eine Spielzeit zu den Castors d’Asnières in die drittklassige französische Division 2. Anschließend schloss er sich den Dubai Oilers aus den Vereinigten Arabischen Emiraten an. Nach dem Saisonende dort kehrte er zu Mladost zurück und absolvierte noch einige Spiele in der kroatischen und der slowenischen Eishockeyliga. Anschließend kehrte er nach Dubai zurück, wo er nunmehr bei den White Bears spielt, mit denen er 2017 Meister der Vereinigten Arabischen Emirate wurde.

### International
Für Kroatien nahm Kučera im Juniorenbereich an den Division-II-Turnieren der U18-Weltmeisterschaften 2003, 2004 und 2005 sowie der U20-Weltmeisterschaften 2004, 2005, 2006 und 2007, als er als Topscorer, Torschützenkönig und bester Vorbereiter folgerichtig auch zum besten Stürmer des Turniers gewählt wurde, teil.
Im Seniorenbereich stand er im Aufgebot seines Landes bei den Division-I-Turnieren der Weltmeisterschaften 2006, 2008, 2009 und 2010 sowie den Turnieren der Division II der Weltmeisterschaften 2007, 2011 und 2012.

## Erfolge und Auszeichnungen
- 2006 Aufstieg in die slowakische 1. Liga mit dem HC 07 Detva
- 2007 Bester Stürmer, Topscorer, Torschützenkönig und bester Vorbereiter bei der U20-Weltmeisterschaft der Division II, Gruppe A
- 2007 Aufstieg in die Division I bei der Weltmeisterschaft der Division II, Gruppe A
- 2008 Kroatischer Meister mit dem KHL Mladost Zagreb
- 2008 Gewinn der pannonischen Liga mit dem KHL Mladost Zagreb
- 2017 Meister Vereinigten Arabischen Emirate mit den Dubai White Bears

## Statistik
(Stand: Ende der Spielzeit 2013/14)